# 沈西序
沈西序（1816年12月2日—？年），原名大銘，以字行，號秋帆，行二，四川夔州府開縣人，道光二十三年癸卯科四川舉人，道光二十四年甲辰科進士，官貴筑縣知縣。